# Барський спиртовий комбінат
Барський спиртовий комбінат — підприємство харчової промисловості у місті Бар Барського району Вінницької області України.

## Історія
Винокурний завод був побудований в 1865 році в заштатному місті Бар Могилівського повіту Подільської губернії Російській імперії.
Після початку першої світової війни становище заводу ускладнилося у зв'язку з введенням 21 серпня 1914 року заборони на продаж спиртного і обмеженням виробництва спирту. Надалі місто опинилося в тилах діючої армії.
Після лютневої революції 1917 року, у квітні 1917 року була створена профспілка робітників цукрового заводу. За участю військ гарнізону (тут розташовувалося управління 7-а армія Російської імперії тут була створена Рада робітників, селянських і солдатських депутатів, яка в травні 1917 року встановила на підприємствах міста 8-годинний робочий день. Надалі місто опинилося в зоні бойових дій Громадянська війна в Росії і влада тут кілька разів змінювалася.

### 1918-1991 роки
У лютому 1918 Бар був окупований австро-німецькими військами (які залишалися тут до листопада 1918).
У ході Радянсько-польської війни у квітні 1920 року Бар захопили польські війська, що наступали, але 24 червня 1920 року вони були вибиті частинами РСЧА. Після відновлення Радянської влади почалося відновлення зруйнованих підприємств міста (при цьому на спиртзаводі та інших підприємствах було організовано гуртки для ліквідації неписьменності).
У 1925 році «Барський спиртовий завод» був реконструйований, відновив роботу і зробив 180 тис. декалітрів спирту.
У ході індустріалізації 1930-х років у місті була побудована електростанція (у 1936 році введена в експлуатацію, після чого промислові підприємства були електрифіковані), а спиртзавод — реконструйований і розширений.
У 1939 році на Барському спиртзаводі працювало 135 осіб.
У ході Німецько-радянської війни 16 липня 1941 Бар був окупований німецькими військами. Створена у місті радянська підпільна організація неодноразово виводила з ладу обладнання спиртзаводу з метою ускладнити його використання на користь німців. Однак при відступі німецькі війська зуміли демонтувати та вивезти частину цінного обладнання спиртзаводу.
25 березня 1944 року Бар перейшов під контроль радянських військ, і вже цього року частково зруйнований спиртзавод, що забезпечувала його електроенергією міська електростанція та кілька інших підприємств міста, були відновлені та відновили роботу.
Відповідно до четвертого п'ятирічного плану відновлення та розвитку народного господарства СРСР на місці старого спиртзаводу було побудовано новий спиртзавод. Він став передовим підприємством спиртової промисловості, і за досягнуті успіхи в 1954 році йому було надано звання підприємства відмінної якості.
У 1963 році саме на Барському спиртзаводі був споруджений перший в СРСР цех з виробництва сухих кормових дріжджів на відходах від виробництва спирту і барда, а через два роки завод був перетворений на Барський спирто-дрожжевий комбінат, на якому відкрили дослідницьку лабораторію з вирощування хлорели.
У 1967 році комбінат виробив понад 2 млн декалітрів спирту вищого ступеня очищення, 3,5 тис. тонн хлібопекарські дріжджі і 2,5 тис. тонн сухих кормових дріжджів.
У квітні 1970 року за досягнення високих показників у соціалістичному змаганні на честь 100-річчя від дня народження І. Леніна комбінат був нагороджений Ленінською ювілейною Почесною грамотою ЦК компартії України, Президії Верховної Ради УРСР, Ради міністрів УРСР та Республіканської Ради.
Загалом, за радянських часів комбінат входив до числа провідних підприємств міста Бар, на його балансі знаходилися об'єкти соціальної інфраструктури.

### Після 1991 року
Після проголошення незалежності України комбінат перейшов у відання Державного комітету харчової промисловості України і був перейменований на «Барський спиртовий завод».
У березні 1995 року Верховна Рада України внесла завод до переліку підприємств, приватизація яких заборонена у зв'язку з їх загальнодержавним значенням.
Після створення в червні 1996 року державного спиртової та лікеро-горілчаної промисловості «Укрспирт», завод був переданий у відання концерну «Укрспирт» і перейменований на Барський спиртовий комбінат.
У січні 2000 року Кабінет міністрів України дозволив заводу виробництво компонентів для моторного палива, в липні 2000 року було затверджено державну програму «Етанол», яка передбачала розширення використання етилового спирту як енергоносія, разом з іншими державними спиртзаводами комбінат був включений до переліку виконавців цієї програми.
У листопаді 2005 року Немирівський та Барський спиртзаводи були найбільшими з 14 підприємств спиртової промисловості на території Вінницької області.
У липні 2010 року державний концерн «Укрспирт» було перетворено на державне підприємство «Укрспирт», завод залишився у віданні ДП «Укрспирт».